# IBM 702

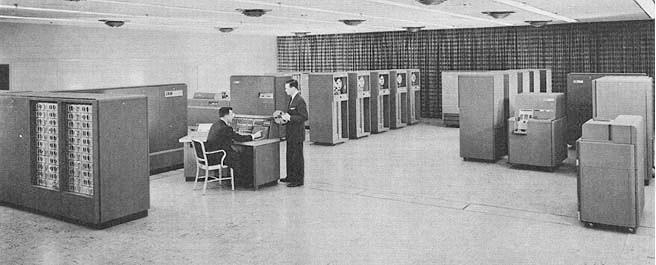
Das IBM 702 System

Die IBM 702 war ein von 1953 bis 1954 produzierter Großrechner der 700/7000 series von IBM.

## Geschichte
Der UNIVAC I des Konkurrenzunternehmens Remington Rand setzte in der ersten Hälfte der 1950er Jahre den Maßstab in der Großrechnerwelt. IBM befand sich in einem Aufholprozess bei den kommerziellen Rechnern und offerierte die IBM 702. Der Rechner hatte einen geringeren Leistungsausweis als die IBM 701 und war für kaufmännische Anwendungen konzipiert.

## Hardware
Das System benutzte einen elektrostatischen Arbeitsspeicher bestehend aus 14, 28, 42, 56 oder 70 Williamsröhren mit einer Kapazität von jeweils 1000 Bits. Somit bestand der Speicher aus 2000 bis 10000 Zeichen mit einer Länge von jeweils 7 Bits. 14 Williamsröhren mit einer Kapazität von jeweils 512 Bits realisierten 2 Akkumulatoren mit 512 Zeichen. Der Rechner benutzte erstmals bei IBM Magnetbänder.
Eine typische Installation für eine IBM 702 war:
- IBM 702 Hauptprozessor (engl. Central Processing Unit)
- IBM 732 Trommelspeicher (engl. Magnetic Drum Storage Unit)
- IBM 727 Magnetbandeinheit (engl. Magnetic Tape Unit), 1953, ca. 740 m Rollenband, 4 MB Speicherkapazität[2]
- IBM 712 Lochkartenleser (engl. card reader)
- IBM 722 Lochkartenlocher (engl. card punch)
- IBM 717 Drucker (engl. printer)